# Swing Girls
Swing Girls (スウィングガールズ, Suwingu Gāruzu) é um filme japonês lançado em 2004 co-roteirizado e dirigido por Shinobu Yaguchi. O filme narra a história da criação de uma Big Band de Jazz, composta por alunos de um colégio na prefeitura de Yamagata. Os personagens utilizam-se  do dialeto local para efeitos comicos.
O filme ganhou sete prêmios da Academia Japonesa de Cinema, incluindo a categoria "filme mais popular".